# TOZ-35
La TOZ-35, conosciuta anche col nome di Vostok TO3-35, è una pistola progettata nel 1958 come tesi di laurea dell'ingegnere russo Efim Leontʹevič Hajdurov. È un'arma specifica per la pratica del tiro a segno, precisamente nella specialità olimpica Pistola libera. 
Realizzata negli arsenali della città russa di Tula dalla Tul'skij oružejnyj zavod (TOZ), ha conseguito moltissimi successi a livello internazionale. Il tiratore italiano Roberto Di Donna conquistò con questa pistola la medaglia di bronzo, alle Olimpiadi di Atlanta del 1996.